# Peugeot type 1501
Le Peugeot type 1501 est un modèle de véhicule utilitaire fabriqué par Peugeot pendant la Première Guerre mondiale.

## Historique
Le type 1501 sort en 1914, pour remplacer le camion léger type 501 (charge utile 0,5 à 0,6 t). Il est spécialement conçu pour fournir l'Armée française. 
De la fin 1914 à 1916, 150 Peugeot type 1501 sont produits, carrossés en camions ou fourgons. 

## Conception
Le type 501 est équipé d'un moteur à essence Peugeot IP à quatre cylindres 75 × 120 mm. Il fournit une puissance de 11 HP.